# Paul Beulque
Paul Louis Désiré Beulque (Tourcoing, 29 aprile 1877 – Tourcoing, 1º novembre 1943) è stato un pallanuotista e allenatore di pallanuoto francese.
È stato un membro della Francia che ha partecipato ai Giochi di Stoccolma 1912.
Ai Giochi di Parigi 1924 fu allenatore della squadra francese che si laureò campione olimpico. Sempre allenata da Beulque, la Francia sarà 3° ai Giochi di Amsterdam 1928 e 4° ai Giochi di Berlino 1936.
Era il suocero di Albert Vandeplancke.